# Schwarziana mourei
Schwarziana mourei  (лат.) — вид безжальных пчёл из трибы Meliponini семейства Apidae. Неотропика: Бразилия (Goiás, Mato Grosso do Sul, Minas Gerais, Tocantins); Парагвай (Central, Cordillera). Не используют жало при защите. Хотя жало у них сохранилось, но в сильно редуцированном виде. Вид был впервые описан в 2003 году американским энтомологом Дж. Мело (G. A. R. Melo) и назван в честь бразильского гименоптеролога профессора Й. Сантьяго Моура (Jesus Santiago Moure), крупного южноамериканского специалиста по пчёлам, который в 1943 году выделил род Schwarziana Moure, 1943 (первоначально в качестве подрода в составе рода Trigona Jurine, 1807).